# TheEARS
『TheEARS』（ジアーズ）は、日本の映画。監督・脚本は、第5回インディーズムービー・フェスティバルでグランプリを受賞した中村拓武。原作はスピリチュアル・アーティスト中島修一による小説「カベージ・ファクトリー」。
主演は映画『スウィングガールズ』『サヨナラCOLOR』、TVドラマ『野ブタ。をプロデュース』などに出演した水田芙美子。インディーズムービー・フェスティバルを主宰するインディーズムービー・プロジェクト(IMP)によるチャレンジムービーとして企画・制作され2007年完成・公開を迎える。
美しい南の島を舞台に、都会と自然とのあり方を考える、そして様々な境遇を背負いながらも、一日一日を大切に生きていこうとする今の若者たちの姿を描く「オーガニックムービー」。

## ストーリー
人と自然が共存する南の島、宝海島…。偶然宝海島のことを知った都会育ちの主人公・星村ソラ（水田芙美子）は所属するNPO法人の調査で宝海島へ出掛ける。そこでは海や自然を何よりも大切にする若者たちが、生活の中にサーフィンを取り入れながら、自給自足の生活をする「ガベージ・ファクトリー」という一種のコミュニティを形成していた。
そんなある時、彼らが住む島で環境破壊を伴うリゾート施設の開発が強引に進められようとしていた。ソラや「ガベージ・ファクトリー」の面々は、その自然を愛する思いとは裏腹に、否応無くその環境破壊の波に巻き込まれていく。美しい島の自然を守るべく「ガベージ・ファクトリー」の若者たちと行動を共にするようになったソラは、いつしか島の本当の仲間となっていくのだった…。

## キャスト
- 星村空：水田芙美子
- 上原真琴：泉知束
- 小川涼子：海宝たまき
- 田上光：宇田川新
- 杉山和仁：永倉大輔
- 大山達郎：町田政則
- 木島龍太郎：宮本大誠
- 神山剣：森重誘介
- 司馬誠二：高橋智己
- 伊藤由理：西村うらら
- 上原茂：竹本泰志
- 松嶋健二：百瀬洋一郎
- 糸井早紀：ARI
- 倉田麻美：黒木美早
- 小出隼人：樋田洋平
- 及川進：井田延
- 金子悟：兵頭未来洋
- 金子尚子：玉井美輪
- 鈴木菜々：玄ともみ
- 香川竜：草薙良樹
- 水島：若葉要
- 佐川秘書：佐野元哉

## スタッフ
- 監督：中村拓武
- プロデューサー：山崎寿々子／原田親
- アソシエイト・プロデューサー：中里慶
- 原作：中島修一
- 脚本：中村拓武
- 音楽：半﨑美子（主題歌「旅路」作詞･作曲･歌）／にしたに朱微／玉井美輪／LADY MAY／ARI
- 撮影：小山田勝治／中村拓武
- 編集：中村拓武